# Église Saint-Barthélemy de Beaumont-du-Gâtinais
L’église Saint-Barthélemy est un édifice religieux catholique situé à Beaumont-du-Gâtinais, en France. Il est classé aux monuments historiques depuis 1922.

## Situation et accès
L’édifice est situé sur la place de l'Église, entre la rue Montgaudier (route départementale 403) et l'impasse de l'Écritoire, en face des halles, au sud du village de Beaumont-du-Gâtinais. Plus largement, il se trouve dans le département de Seine-et-Marne, en région Île-de-France.

## Statut patrimonial et juridique
L’église fait l’objet d’un classement au titre des monuments historiques par arrêté du 18 mars 1922, en tant que propriété de la commune.